# ماجدالينا وجسيك
ماجدالينا وجسيك (بالبولندية: Magdalena Wójcik) هي مغنية بولندية، ولدت في 2 سبتمبر 1975 في Krasnystaw ‏ في بولندا.

## وصلات خارجية
- الموقع الرسمي
- ماجدالينا وجسيك على موقع ميوزك برينز (الإنجليزية)